# Caraffa del Bianco
Caraffa del Bianco és un comune (municipi) de la Ciutat metropolitana de Reggio de Calàbria, a la regió italiana de Calàbria, situat a uns 100 km al sud-oest de Catanzaro i a uns 35 km a l'est de Reggio de Calàbria. A 1 de gener de 2019 la seva població era de 505 habitants.
Caraffa del Bianco limita amb els municipis següents: Bianco, Casignana, Ferruzzano i Sant'Agata del Bianco.